# Leiomya
Leiomya is een monotypisch geslacht van tweekleppigen uit de  familie van de Cuspidariidae.

## Soort
- Leiomya adunca (Gould, 1861)